# Liberalerna
Liberalerna (Nederlands: de Liberalen), eerder ook bekend onder de namen Folkpartiet en Folkpartiet liberalerna, is een Zweedse sociaal-liberale politieke partij. De partij bestaat in haar huidige vorm sinds 1934 en is sindsdien altijd vertegenwoordigd geweest in de Rijksdag, het Zweedse parlement. Sinds 2022 maakt de partij deel uit van de Zweedse regering onder de liberaal-conservatieve premier Ulf Kristersson. Eerder regeerden de liberalen mee in de periodes 1940–1945, 1976–1982, 1991–1994 en 2006–2014.
De partij, die vooral stemmen werft onder de middenklasse, maakte tussen 2004 en 2019 deel uit van de Allians för Sverige. Partijvoorzitter sinds 2025 is Simona Mohamsson.
Op Europees niveau behoort Liberalerna tot de Partij van de Alliantie van Liberalen en Democraten voor Europa (ALDE). In het Europees Parlement maakt de partij deel uit van de fractie van Renew Europe.

## Geschiedenis
Het liberalisme in Zweden gaat terug tot het begin van 19de eeuw. In 1809 ontstond in Zweden een eerste liberale partij, die mogelijk zelfs de eerste is geweest om de term ‘liberaal’ te gebruiken in haar naam.

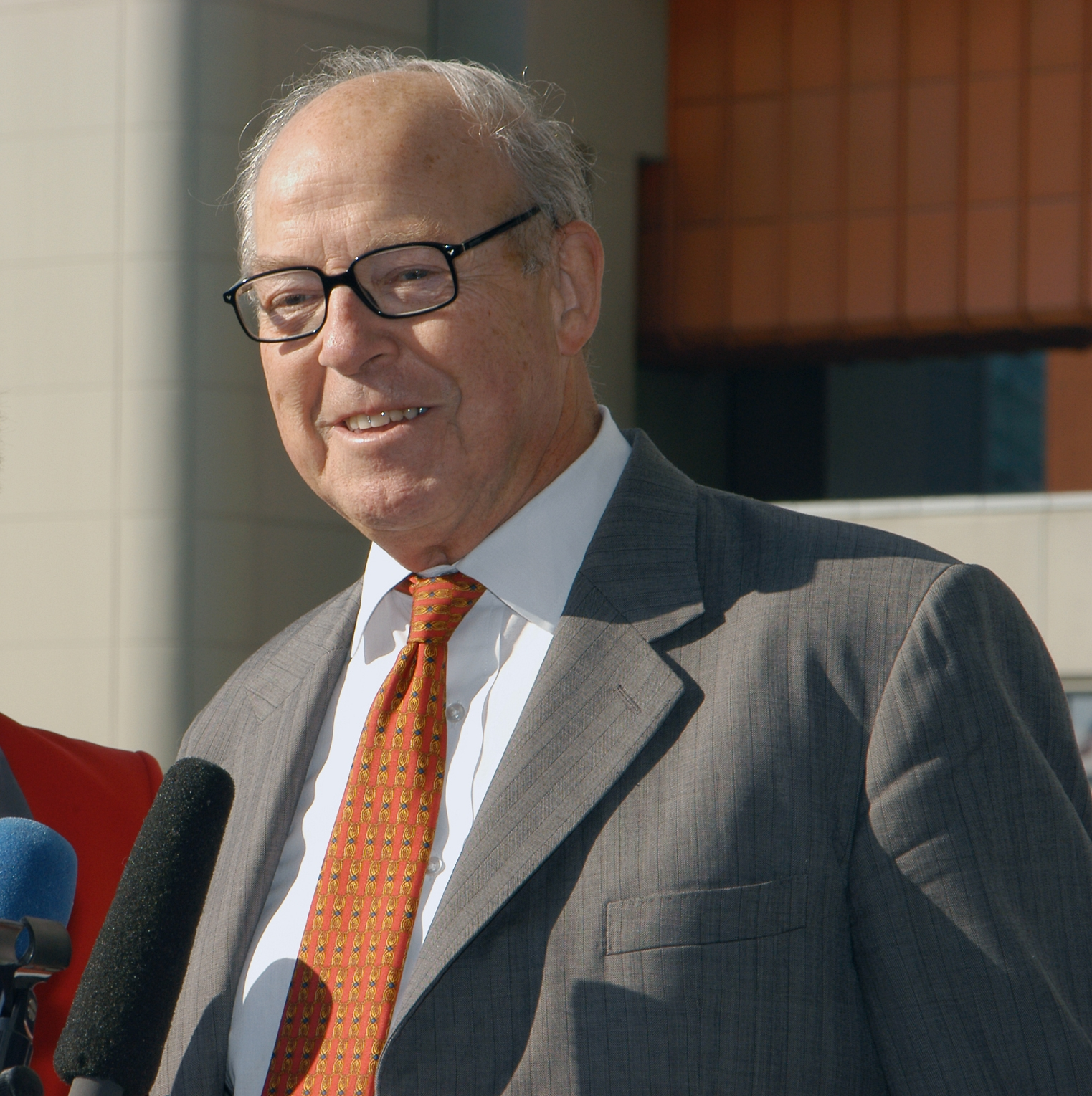
Hans Blix is internationaal misschien wel de bekendste politicus van Liberalerna. Hij was het hoofd van de VN-commissie die in de vroege jaren 2000 op zoek moest naar massavernietigingswapens in Irak.

In 1902 ontstond de Frisinnade Landsförenigingen, een partijnaam die je vrij zou kunnen vertalen als Nationale Ruimdenkende Vereniging. Deze eerste echte liberale partij richtte zich vooral op de zogenaamde leden van de ‘vrije kerken’ in Zweden. In de vroege jaren 1920 ontstond onenigheid over het al dan niet opleggen van een alcoholverbod. De Sveriges Liberala Parti splitste af, maar ging in 1934 opnieuw samen met de vroegere partij onder de naam Folkpartiet.
Net zoals de meeste Zweedse partijen vormde de partij tijdens de oorlogsjaren mee de regering. Pas in 1976 konden de liberalen toetreden tot het eerste niet-socialistische kabinet (met uitzondering van de ‘grote coalitie’ tijdens de oorlog) in bijna 45 jaar. Twee jaar later vormden de liberalen voor korte tijd een minderheidsregering onder Ola Ullsten en met Hans Blix als minister van Buitenlandse Zaken. Een jaar later kwam er opnieuw een driepartijencoalitie. Het daaropvolgende jaar, 1980, bleef alleen de Centerpartiet samen met de liberalen in de regering.
In 1990 werd het bijvoegsel ‘liberalerna’ toegevoegd aan de naam: de partij heette toen Folkpartiet liberalerna. Tussen 1991 en 1994 was de partij opgenomen in de regering van Carl Bildt (M). Toen Zweden in 1995 toetrad tot de Europese Unie, ging de partij ook deel uitmaken van het Europees Parlement.
Nadat de liberalen bij de Zweedse parlementsverkiezingen van 2002 31 zetels winst hadden geboekt (van 17 naar 48), gingen vier jaar later twintig van deze zetels weer verloren. Oorzaak van dit grote verlies was deels te vinden in een schandaal in verband met computerinbraak dat kort voor die verkiezingen aan de oppervlakte kwam. De Alliansen, waar de partij vanaf 2004 deel van uitmaakte, boekte in totaliteit echter een grote winst, waardoor zij hierna toch een regering konden vormen onder leiding van Fredrik Reinfeldt.
De parlementsverkiezingen in 2010 leverden een licht verlies op voor de liberalen van 0,4% en 4 parlementszetels. Bij de parlementsverkiezingen in 2014 verloor de partij nog eens vijf zetels en viel daarmee terug naar 19 zetels. Als gevolg hiervan belandde de partij in de oppositie. Op 25 november 2015 wijzigde de partij haar naam van Folkpartiet liberalerna in Liberalerna.
Na de verkiezingen van 2018 gaf de partij tot 2021 gedoogsteun aan het tweede kabinet van sociaaldemocraat Stefan Löfven. Vervolgens bereikten de liberalen bij de verkiezingen van 2022 een nieuw dieptepunt met 4,6% van de stemmen (16 zetels). Desondanks veroverde het rechtse blok een meerderheid, waarna de partij in een regering stapte onder leiding van Ulf Kristersson (M). De Sverigedemokraterna fungeren als gedoogpartij van dit kabinet.

## Ideologie

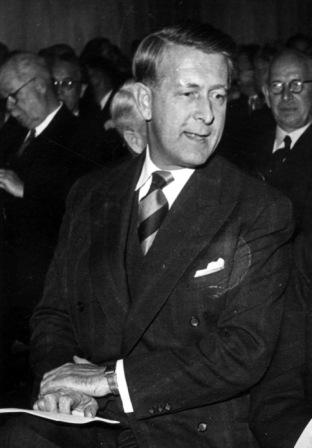
Bertil Ohlin kreeg in 1977 de Prijs van de Zweedse Rijksbank voor economie.

De officiële partijideologie van Liberalerna is sociaalliberalisme. In het begin van de twintigste eeuw streden de liberalen aan de zijde van de sociaaldemocraten voor het stemrecht. Vanaf de jaren 1930 kwam de partij echter in de oppositie terecht en sindsdien verzette men zich steeds meer tegen het beleid van nationalisering dat de sociaaldemocraten voerden. Sinds de jaren 1990 verkoos de partij zelfs eerder samenwerking met rechtse partijen (zie: Allians för Sverige). De partij is dus duidelijk doorheen haar geschiedenis ietwat naar rechts opgeschoven. De recente – volgens sommige populistische – standpunten die de partij heeft ingenomen hebben haar geen windeieren gelegd, maar hebben wel geleid tot interne discussies.
Ontwikkelingssamenwerking en vrouwengelijkheid zijn steeds belangrijke thema’s geweest voor de liberalen, ook vandaag nog. Het buitenlandbeleid van de liberalen is ook een belangrijk onderdeel van hun visie. De partij is doorheen de twintigste eeuw gekant geweest tegen nationaalsocialisme en communisme. Ten tijde van de Koude Oorlog steunde ze dan ook het kamp van de Verenigde Staten. Na afloop van de oost-west spanningen pleitten de liberalen uitdrukkelijk voor het Zweeds lidmaatschap van de NAVO (in de Koude Oorlog bleef Zweden officieel neutraal). Liberalerna stelt zich ook pro-Europees op en is voor een Zweedse toetreding tot de eurozone.

## Partijleiders

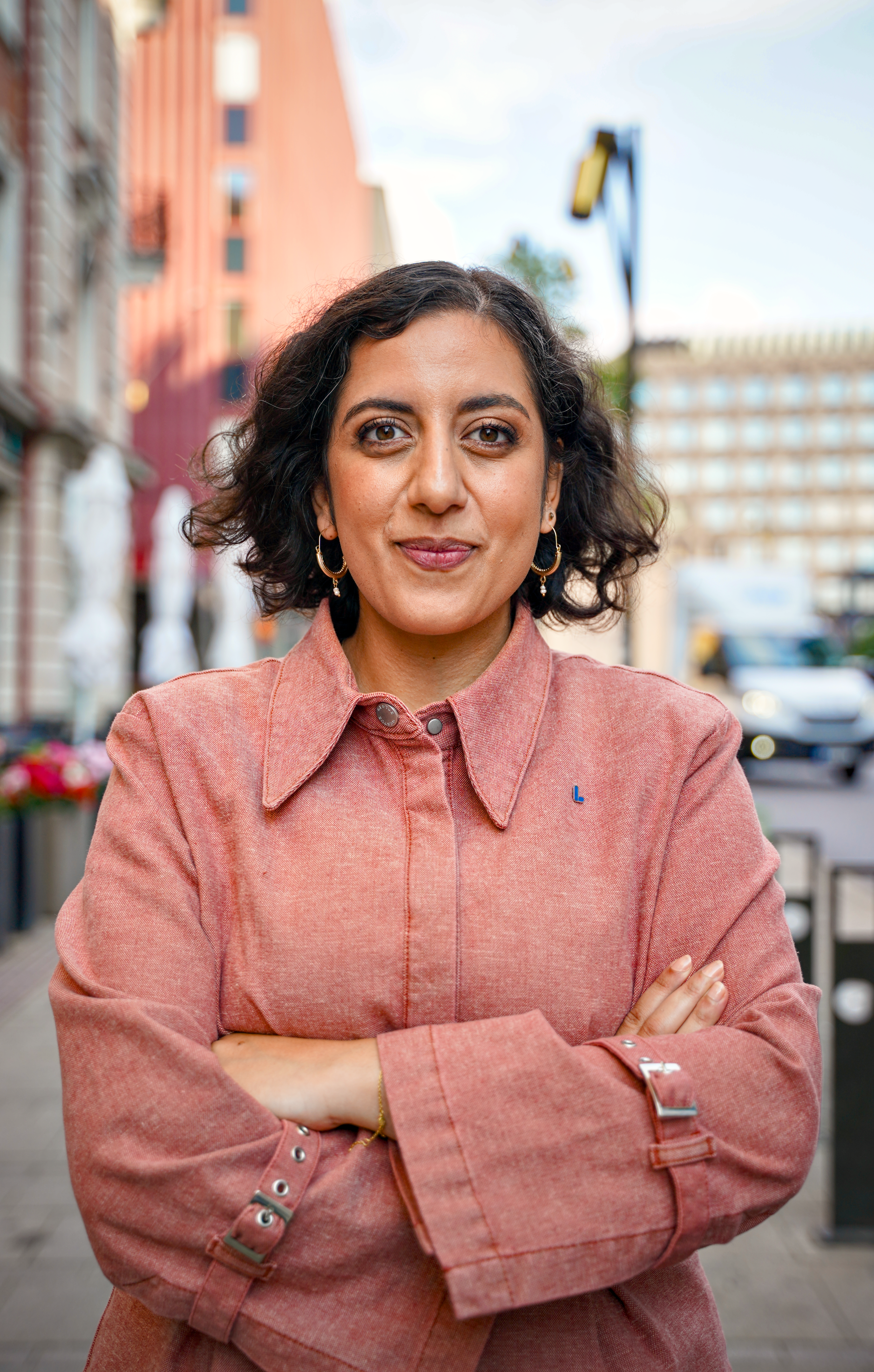
Simona Mohamsson is sinds 2025 partijleider

- Gustaf Andersson (1935–1944)
- Bertil Ohlin (1944–1967)
- Sven Wedén (1967–1969)
- Gunnar Helén (1969–1975)
- Per Ahlmark (1975–1978)
- Ola Ullsten (1978–1983)
- Bengt Westerberg (1983–1995)
- Maria Leissner (1995–1997)
- Lars Leijonborg (1997–2007)
- Jan Björklund (2007–2019)
- Nyamko Sabuni (2019–2022)
- Johan Pehrson (2022–2025)
- Simona Mohamsson (sinds 2025)

## Verkiezingsuitslagen

### Rijksdagverkiezingen
Liberalerna behaalde sinds 1936 de volgende resultaten bij de verkiezingen voor de Rijksdag:
| Jaar | Percentage | Zetels   | Positie na verkiezingen                                    |
| ---- | ---------- | -------- | ---------------------------------------------------------- |
| 1936 | 12,9%      | 27 / 230 | oppositie                                                  |
| 1940 | 12,0%      | 23 / 230 | coalitieregering                                           |
| 1944 | 12,9%      | 26 / 230 | coalitieregering (1944–1945) oppositie (1945–1948)         |
| 1948 | 22,7%      | 57 / 230 | oppositie                                                  |
| 1952 | 24,4%      | 58 / 230 | oppositie                                                  |
| 1956 | 23,8%      | 58 / 231 | oppositie                                                  |
| 1958 | 18,2%      | 38 / 231 | oppositie                                                  |
| 1960 | 17,5%      | 40 / 232 | oppositie                                                  |
| 1964 | 17,1%      | 43 / 233 | oppositie                                                  |
| 1968 | 14,3%      | 34 / 233 | oppositie                                                  |
| 1970 | 16,2%      | 58 / 350 | oppositie                                                  |
| 1973 | 9,4%       | 34 / 350 | oppositie                                                  |
| 1976 | 11,1%      | 39 / 349 | coalitieregering (1976–1978) eenpartijregering (1978–1979) |
| 1979 | 10,6%      | 38 / 349 | coalitieregering                                           |
| 1982 | 5,9%       | 21 / 349 | oppositie                                                  |
| 1985 | 14,2%      | 51 / 349 | oppositie                                                  |
| 1988 | 12,2%      | 44 / 349 | oppositie                                                  |
| 1991 | 9,1%       | 33 / 349 | coalitieregering                                           |
| 1994 | 7,2%       | 26 / 349 | oppositie                                                  |
| 1998 | 4,7%       | 17 / 349 | oppositie                                                  |
| 2002 | 13,4%      | 48 / 349 | oppositie                                                  |
| 2006 | 7,5%       | 28 / 349 | coalitieregering                                           |
| 2010 | 7,1%       | 24 / 349 | coalitieregering                                           |
| 2014 | 5,4%       | 19 / 349 | oppositie                                                  |
| 2018 | 5,5%       | 20 / 349 | gedoogsteun (2019–2021) oppositie (2021–2022)              |
| 2022 | 4,6%       | 16 / 349 | coalitieregering                                           |

### Europese verkiezingen
Liberalerna behaalde de volgende resultaten bij de verkiezingen voor het Europees Parlement:
| Jaar | Percentage | Zetels |
| ---- | ---------- | ------ |
| 1995 | 4,8%       | 1 / 22 |
| 1999 | 13,9%      | 3 / 22 |
| 2004 | 9,9%       | 2 / 19 |
| 2009 | 13,6%      | 3 / 18 |
| 2014 | 9,9%       | 2 / 20 |
| 2019 | 4,1%       | 1 / 20 |
| 2024 | 4,4%       | 1 / 20 |